# Upuna
Genre
Espèce
Statut de conservation UICN

 EN A1cd, C2a : En danger
Upuna est un genre d'arbres de la famille des Dipterocarpaceae. Il ne compte qu'une seule espèce, Upuna borneensis, endémique de Bornéo.

## Répartition
L'espèce est endémique des forêts de basse altitude de Bornéo. L'espèce est en danger d'extinction du fait de la déforestation.

## Espèce

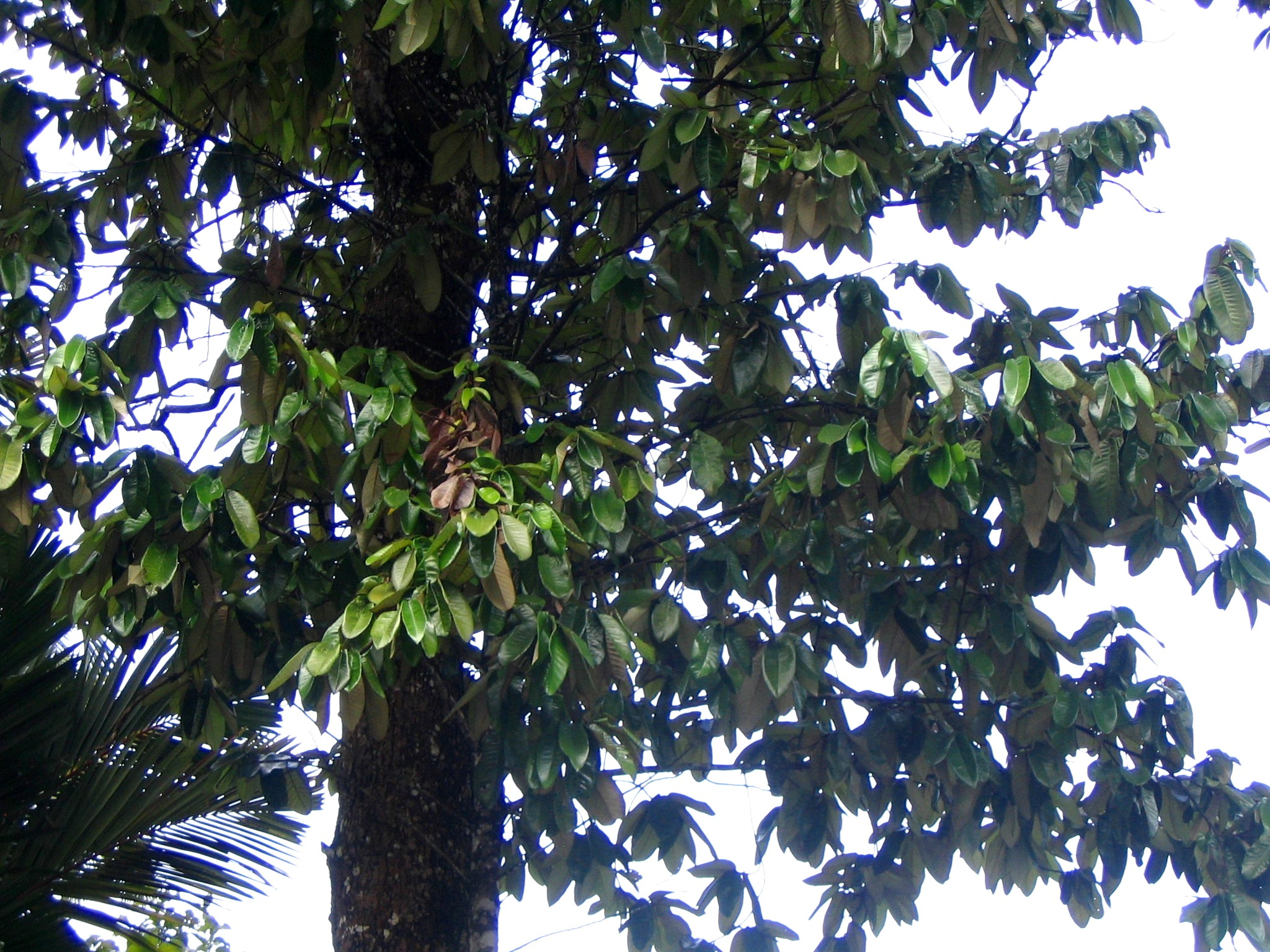
Feuillage dUpuna borneensis.

Selon NCBI (2 Sep 2010) :
- genre Upuna
  - Upuna borneensis

### GenreUpuna
- (en) Catalogue of Life : Upuna Symington (consulté le 11 décembre 2020)
- (en) NCBI : Upuna (taxons inclus)
- (en) UICN : taxon  Upuna  (consulté le 7 janvier 2023)
- (en) GRIN : genre Upuna  Symington (+liste d'espèces contenant des synonymes)
- (en) POWO : Upuna borneensis Symington
- (en) IPNI : Upuna borneensis Symington
- (en) WCVP : Upuna borneensis Symington

### EspèceUpuna borneensis
- (en) Catalogue of Life : Upuna borneensis Symington (consulté le 18 décembre 2020)
- (en) NCBI : Upuna borneensis (taxons inclus)
- (en) UICN : espèce Upuna borneensis Symington, 1941 (consulté le 4 juin 2015)
- (en) POWO : Upuna borneensis Symington
- (en) IPNI : Upuna borneensis Symington
- (en) WCVP : Upuna borneensis Symington